# Athyrma tuberosa
Athyrma tuberosa là một loài bướm đêm trong họ Erebidae.